# قائمة المساجد في البحرين
هذه قائمة بالمساجد في البحرين، مرتبة حسب سنة افتتاح المسجد.

## القائمة
| الاسم                           | الصورة | الموقع               | سنة الافتتاح | ملاحظات                                                            |
| ------------------------------- | ------ | -------------------- | ------------ | ------------------------------------------------------------------ |
| مسجد الخميس                     |        | الخميس               | القرن الثامن | أول مسجد في البحرين.                                               |
| جامع أحمد الفاتح                |        | المنامة، الجفير      | 1988         | أكبر مسجد في البحرين من حيث قدرة الاستيعاب.                        |
| مسجد فتحي محمد الكواري          |        | الرفاع، البحير       | 1989         |                                                                    |
| مسجد بيت القرآن                 |        | المنامة، الحورة      | 1990         | المسجد الملحق بمتحف بيت القرآن الإسلامي.                           |
| مسجد حسان بن ثابت               |        | الرفاع، البحير       | 1991         |                                                                    |
| جامع شيخان وشريفة الفارسي       |        | الرفاع، البحير       | 1996         |                                                                    |
| جامع علي بن جبر آل ثاني         |        | الحد                 | 2001         | إمام وخطيب المسجد هو أنس العمادي، أحد أشهر قراء القرآن في البحرين. |
| جامع عيسى بن سلمان آل خليفة     |        | ديار المحرق          | 2016         |                                                                    |
| جامع عبد الرحمن جاسم كانو       |        | مدينة حمد            | 2017         |                                                                    |
| جامع أم المؤمنين عائشة          |        | الحد                 | 2018         |                                                                    |
| جامع محمد بن يوسف الحسن         |        | البسيتين             | 2018         | يحتوي على أكبر محراب في البحرين.                                   |
| مسجد الشيخ عيسى بن علي آل خليفة |        | المحرق               |              |                                                                    |
| مسجد القلعة                     |        | الرفاع، الحنينية     |              |                                                                    |
| جامع القضيبية                   |        | المنامة، القضيبية    |              |                                                                    |
| جامع عيسى بن سلمان آل خليفة     |        | الرفاع               |              |                                                                    |
| جامع راشد بن عبد الرحمن الزياني |        | قلالي                |              |                                                                    |
| جامع يوسف بن أحمد كانو          |        | مدينة حمد            |              | أول مسجد بُنِيَ في مدينة حمد.                                         |
| مسجد يتيم                       |        | المنامة، سوق المنامة |              |                                                                    |

## طالع أيضًا
- قائمة مناطق الجذب السياحي في البحرين
- الإسلام في البحرين
- تدمير المساجد الشيعية خلال الاحتجاجات البحرينية 2011